# Oakwood (Georgia)
Oakwood – miasto w Stanach Zjednoczonych, w stanie Georgia, w hrabstwie Hall.